# Giovanni Lajolo
Giovanni Lajolo, né le 3 janvier 1935 à Novare dans le Piémont, est un cardinal italien, président émérite du Gouvernorat de l'État de la Cité du Vatican et de la Commission pontificale pour l'État de la Cité du Vatican depuis octobre 2011.

## Biographie

### Formation
Après avoir suivi sa formation en Italie et en Irlande, Giovanni Lajolo a obtenu une licence en théologie à l'Université pontificale grégorienne à Rome avant de suivre des études en droit canon en Allemagne. Il est ordonné prêtre le 29 avril 1960 par le cardinal Ugo Poletti. Après avoir été membre de l'Académie pontificale ecclésiastique, il a travaillé à la nonciature en Allemagne avant de rejoindre l'administration de la Secrétairerie d'État à Rome.

### Évêque
Le 3 octobre 1988, il fut nommé à la curie romaine et consacré archevêque in partibus de Caesariana (de) le 6 janvier 1989 par le pape Jean-Paul II en personne. Le 7 décembre 1995, il devient nonce apostolique en Allemagne. Il est ensuite nommé secrétaire pour les Relations avec les États de la Secrétairerie d'État en octobre 2003, poste équivalent à celui de ministre des affaires étrangères. 
Le 22 juin 2006, il est nommé par le pape président du Gouvernorat de l'État de la Cité du Vatican et de la Commission pontificale pour l'État de la Cité du Vatican, fonctions qu'il occupe à compter du 15 septembre suivant et jusqu'à son retrait le 1er octobre 2011.

### Cardinal
Lors du consistoire du 24 novembre 2007, il est créé cardinal par Benoît XVI avec le titre de cardinal-diacre de Santa Maria Liberatrice a Monte Testaccio. Il opte pour l'ordre des cardinaux-prêtres le 19 mai 2018. 
Le 12 juin 2008, il est nommé membre de la Congrégation des évêques et du Conseil pontifical pour la culture.
Il participe au conclave de 2013 qui voit l'élection du pape François. Il atteint les quatre-vingts ans le 3 janvier 2015, ce qui l'empêche de prendre part aux votes du conclave de 2025 (élection de Léon XIV).

## Succession apostolique
Giovanni Lajolo a ordonné les évêques suivants :
- Archevêque Thomas Edward Gullickson (2004)
- Archevêque Francis Assisi Chullikatt (2006)

## Décoration
- Chevalier grand-croix de l'Ordre du Mérite de la République italienne[2].